# Hanebný pancharti

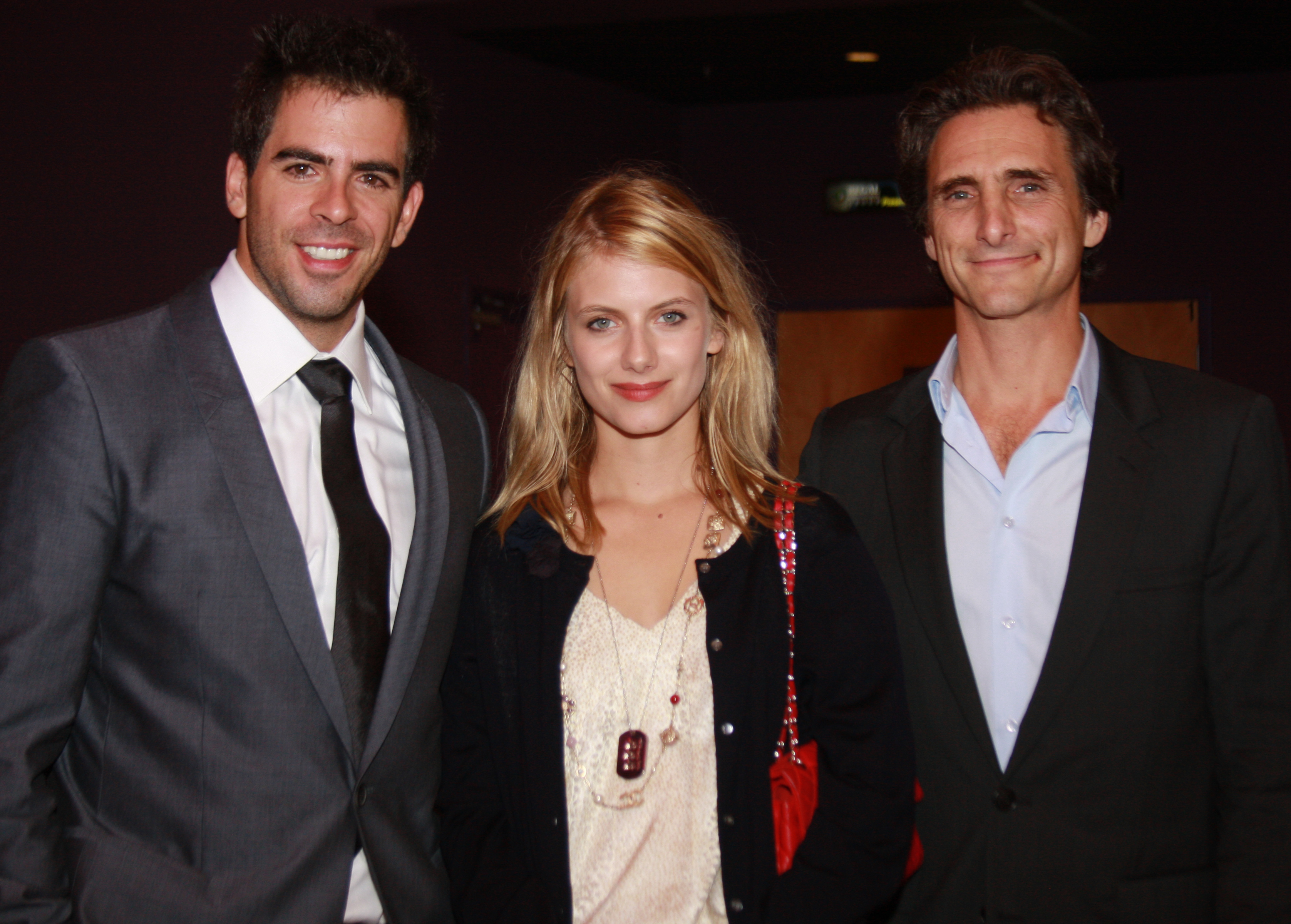
Eli Roth, Mélanie Laurent a producent Lawrence Bender na premiéře filmu v srpnu 2009

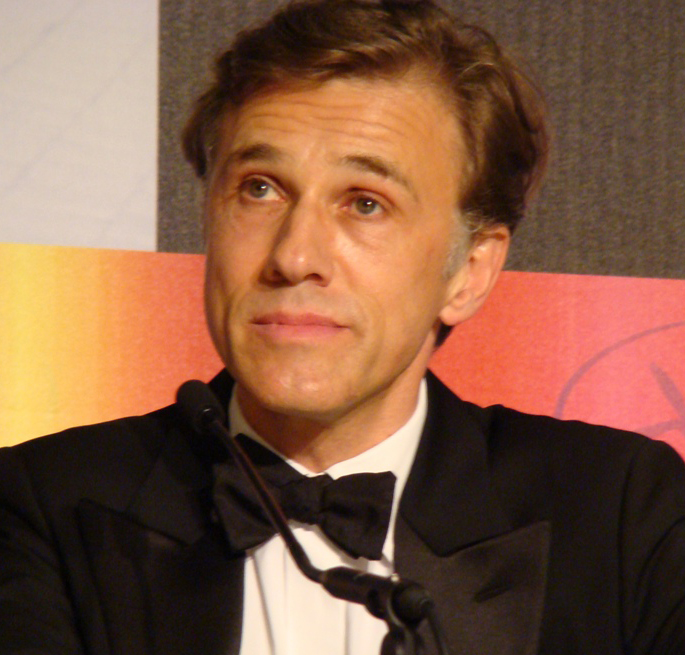
Christoph Waltz na festivalu v Cannes v roce 2009

Hanebný pancharti (anglicky: Inglourious Basterds) je americko-německý film, jehož autorem je režisér, producent, scenárista a herec Quentin Tarantino. Na scénáři pracoval téměř 10 let. Natáčení probíhalo v roce 2008 v Německu a ve Francii. Toto akční drama bylo představeno divákům poprvé na filmovém festivalu v Cannes v květnu 2009, kde bylo nominováno na Zlatou palmu a zároveň Christoph Waltz získal cenu pro nejlepšího herce. Do kin snímek dorazil v druhé polovině srpna 2009.

## Děj
Podobně jako u jiných filmů Quentina Tarantina, i zde došlo na systematické kapitolování.

### Kapitola 1.: Bylo nebylo ... v nacisty okupované Francii
Do rodiny statkáře LaPadita přijde Hans Landa – známý lovec Židů, který hledá jednu ukrytou židovskou rodinu. Pod nátlakem nakonec LaPadite vyzradí skrýš hledané rodiny, která je následně zmasakrována Landovými vojáky. Zachránit se podaří pouze jediné – mladé a krásné Šošaně.

### Kapitola 2.: Hanebný pancharti
Aldo Raine shání vojáky do svého týmu – zabijáků nacistů. Dá dohromady elitní komando zabijáků, které se zakrátko stane známé po celém Německu. Toto komando nahání hrůzu i samotnému Vůdci. Výměnou za informace o rozmístění německých jednotek ušetří pancharti jednoho vojáka, který Vůdci podá svědectví o tomto komandu a ten se tak ujistí, že se nejedná o pouhou legendu.

### Kapitola 3.: Německá noc v Paříži
Frederick Zoller, německý válečný hrdina a nyní i hvězda nejnovějšího Goebbelsova propagandistického filmu „Pýcha národa“ (ve skutečnosti režíroval Eli Roth, který zde hraje Donnyho Donowitze, mj. režisér Hostelu), se zakoukal do mladé majitelky kina Emmanuelle Mimieuxové, která je nedobrovolně pozvána ke Goebbelsovu stolu. Zollerovi se podaří přesvědčit Goebbelse, aby se premiéra filmu konala v Emanuellině kině. O bezpečnost a hladký průchod premiéry se má starat právě Hans Landa. Po letech se tak setká se Šošanou Dreyfusovou, která teď nosí jméno Emmanuelle Mimieux a je majitelkou zmíněného biografu. Poté, co Landa provede prohlídku kina, začne Šošana společně se svým zaměstnancem a milencem Marcelem plánovat atentát na všechny německé pohlaváry, včetně samotného Hitlera během promítání filmu v jejím kině.

### Kapitola 4.: Operace „Kino“
Hanebný pancharti dojdou společně s britským agentem Archibaldem Hicoxem do vesnice Nadine. Archibald Hicox a s ním Hugo Stiglitz a Wilhelm Wicki vejdou do hospody setkat se s Bridget von Hammersmark, německou herečkou a britskou špiónkou. Díky ní se dostanou k informacím o premiéře filmu v kině a začnou plánovat Operaci Kino, jejímž cílem je vyhodit do vzduchu všechny účastníky při promítání Pýchy národa. Celé plánování v malém baru naruší nejdříve skupinka opilých německý vojáků slavící narození syna jednoho z nich a poté gestapácky major.
Avšak je to právě Archie Hicox, který vše zhatí úplně. Prozradí maskování panchartů a vše se zvrhne v přestřelku, kterou – se zraněním – přežije pouze Bridget von Hammersmark, zanechá však po sobě jasnou stopu. Zbytek komanda tak musí pokračovat ve svém plánu bez hlavních stavebních kamenů operace.

### Kapitola 5.: Pomsta obrovské tváře
V poslední kapitole se sejdou všichni hlavní hrdinové. Právě začíná premiéra Národní pýchy. Přítomna je veškerá říšská smetánka. Hans Landa prokoukne jak zranění Bridget von Hammersmark, tak přestrojení tří panchartů. Bridget zabije a šéfa Alda Raina nechá zatknout. Frederick Zoller neustále pronásleduje Šošanu, které dojde trpělivost a mladíka zastřelí. Zollerovi se však podaří oplatit jí stejnou mincí. Hans Landa se chce stát hrdinou, který ukončí válku, a tak nechá zbylé dva pancharty provést atentát a domluví si se spojeneckou stranou beztrestnost. Atentát se vydaří, vše ještě podpoří Marcel, který celé kino podpálí. Hans Landa má být velitelem panchartů Aldem Rainem dopraven do americké zóny. Ten však celou situaci vyřeší po svém, když dohodu částečně anuluje a vyryje Landovi na hlavu hákový kříž.

## Zisky a úspěchy filmu
Tento snímek stál zhruba 70 milionů dolarů. Film vydělal 320 milionů dolarů.
Christoph Waltz získal cenu pro nejlepšího herce v Cannes. Film byl nominován na Oscara v 8 kategoriích za rok 2009: Nejlepší film, nejlepší herec ve vedlejší roli (Christoph Waltz), Nejlepší režie, Nejlepší scénář (obojí Quentin Tarantino), Nejlepší kamera, Nejlepší střih, Nejlepší střih zvuku, Nejlepší zvuk. Christoph Waltz získal ocenění v kategorii Oscar za nejlepší mužský herecký výkon ve vedlejší roli.

## Obsazení
| Brad Pitt          | Aldo Raine              |
| Mélanie Laurent    | Shoshana Dreyfus        |
| Christoph Waltz    | Hans Landa              |
| Eli Roth           | Donny Donowitz          |
| Michael Fassbender | Archie Hicox            |
| Diane Krugerová    | Bridget von Hammersmark |
| Daniel Brühl       | Fredrik Zoller          |
| Til Schweiger      | Hugo Stiglitz           |
| Gedeon Burkhard    | Wilhelm Wicki           |
| Jacky Ido          | Marcel                  |
| B.J. Novak         | Smithson Utivich        |
| Omar Doom          | Omar Ulmer              |
| Denis Menochet     | Perrier LaPadite        |
| Sylvester Groth    | Joseph Goebbels         |
| Martin Wutke       | Adolf Hitler            |
| Mike Myers         | Ed Fenech               |
| Samuel L. Jackson  | vypravěč                |